# Monument aux héros de la Première Guerre mondiale à Rostov-sur-le-Don
Le monument aux héros de la Première Guerre mondiale est une sculpture de Rostov-sur-le-Don (Russie) dédiée aux soldats et officiers de l’armée impériale russe ayant participé à la Grande Guerre.

## Historique
En 2014, à l’occasion du centenaire du déclenchement de la Première Guerre mondiale, la mairie de Rostov-sur-le-Don confirme la décision d’installer des monuments commémoratifs (la guerre ayant été désignée par le régime soviétique « guerre impérialiste » elle n’a pratiquement pas été commémorée au XXe siècle dans le pays).
Le projet de Sergueï Issakov est retenu pour être érigé dans le square à l’angle des rues Krasnoarmeïskaïa et Khaltourinski.
Le monument aux héros de la Première Guerre mondiale est inauguré le 1er août 2014, un siècle après le début de la guerre, en présence du maire, de représentants de l’administration communale et des cosaques.

## Description
Le monument, haut de 3,5 m, représente un soldat en uniforme, décoré d’une croix de Saint-Georges, portant à l’épaule un fusil Mossine monté d’une baïonnette. Le socle est décoré de quatre croix de Saint-Georges (les quatre classes qu’un simple soldat pouvait obtenir) et du texte : « Aux héros de la Première Guerre mondiale ».